# Emodin

Strukturní vzorec emodinu

Emodin je látka s projímavým účinkem, vyskytující se v některých rostlinách a houbách. Po chemické stránce je to derivát antrachinonu, 1,3,8-trihydroxy-6-methylanthrachinon.

## Farmakologie
Emodin byl studován jako potenciální léčivo ke zmírnění dopadů cukrovky II. typu. Je to selektivní inhibitor enzymu 11β-HSD1.
Ze studie na obézních myších vyplynulo, že emodin omezuje působení glykokortikoidů a tak může zlepšovat odolnost vůči cukrovce a inzulinu.
Ve farmakologických studiích bylo zjištěno, že emodin izolovaný z rebarbory má protirakovinné účinky na některé druhy rakoviny, a to včetně lidské rakoviny slinivky břišní.
Emodin v extraktech z rebarbory má rovněž ochranný vliv na nervové buňky proti toxickému účinku kyseliny glutamové.
Podobnou strukturu jako emodin má aloe-emodin, známý z některých druhů aloe, např. z aloe pravé.

### Genotoxicita a zákaz přidávání do potravin
Studie na buněčných kulturách ukázaly genotoxicitu emodinu. Proto v březnu 2021 Evropská komise doplnila emodin spolu s extraktem z aloe a dalšími genotoxickými látkami (aloe-emodin, danthron) na seznam zakázaných záměrných přísad v potravinách v rámci nařízení o přidávání vitaminů, minerálů a některých dalších látek do potravin.

## Přehled druhů rostlin a hub obsahujících emodin
- aloe pravá (Aloe vera, čeleď asfodelovité) – obsahuje emodin i aloe-emodin
- palnice Acalypha australis (čeleď pryšcovité)
- Senna occidentalis (syn. Cassia occidentalis, čeleď bobovité)
- Senna siamea (syn. Cassia siamea, čeleď bobovité)
- křídlatka japonská (Reynoutria japonica, čeleď rdesnovité)
- Kalimeris indica (čeleď hvězdnicovité)
- křídlatka Reynoutria multiflora (syn. Polygonum hypoleucum, čeleď rdesnovité)
- reveň dlanitá (Rheum palmatum, čeleď rdesnovité)
- šťovík Rumex nepalensis (čeleď rdesnovité)
- Senna obtusifolia (čeleď bobovité)
- Thielavia subthermophila (vřeckovýtrusná houba z čeledi Chaetomiaceae)
- Ventilago madraspatana (čeleď řešetlákovité)